# David S. Liem
David S. Liem (Jáva, 1937. szeptember 17. – Potomac, 2017. június 11.) indonéz származású amerikai herpetológus és botanikus. Zoológiai szakmunkákban nevének rövidítése: „Liem”.

## Életpályája
Liem 1964-ben emigrált az Amerikai Egyesült Államokba, ahol 1969-ben doktorált az Illinois-i Egyetemen.
1972-ben az ausztráliai Queensland államban felfedezte a Rheobatrachus silus békafajt, amelyet a következő évben írt le először, és amelyre 1976-ban William Ronald Heyerrel együtt létrehozta a Rheobatrachinae alcsaládot. 1973 augusztusától 1974 júliusáig a pápua-új-guineai Port Moresbyben, a Mezőgazdasági, Állattenyésztési és Halászati Minisztérium alkalmazásában állt a Garu Wildlife Management Area (Garu vadgazdálkodási terület) projektben, amelynek célja a vadon élő állatok mint táplálékforrás arányának és értékének meghatározása volt más hasznosítható erőforrásokhoz viszonyítva. Ausztráliában a brisbane-i Queenslandi Egyetemen környezetvédelmi tudósként dolgozott. 1990 és 2017 között kommunikációs szakemberként, információs erőforrás-szakértőként, toxikológusként és peszticidek kockázatértékelőjeként dolgozott a washingtoni Környezetvédelmi Ügynökségnél.

## A tiszteletére elnevezett taxonok
- Taudactylus liemi Ingram, 1980

## Az általa leírt taxonok
- Crinia deserticola
- Litoria cooloolensis
- Litoria nyakalensis
- Litoria olongburensis
- Litoria rheocola
- Paracrinia
- Rheobatrachidae
- Rheobatrachus
- Rheobatrachus silus
- Taudactylus eungellensis
- Taudactylus rheophilus